# Monte delle Pianezze
Monte delle Pianezze è un rilievo dei monti Affilani, alto 1.332 m s.l.m., nel Lazio, nella provincia di Roma, nel comune di Arcinazzo Romano.